# Prêmio Emmy Kids Internacional 2016
A 5° cerimônia de entrega dos International Emmy Kids Awards (ou Prêmio Emmy Kids Internacional 2017) aconteceu em 4 de abril de 2017 em Cannes, França. Eles são os únicos Emmys apresentados fora dos EUA.

## Cerimônia
Os indicados ao 5º prêmio internacional Emmy Kids Awards foram anunciados em 17 de outubro de 2016 pela Academia Internacional de Artes & Ciências da Televisão. Produções de 13 países concorreram ao prêmio em seis categorias. A cerimônia de entrega do Emmy acontece em Cannes, na França, em 4 de abril de 2017.

## Vencedores
| Kids: Animação | Kids: Programa Pré-Escolar |
| --- | --- |
| - Shaun the Sheep: The Farmer’s Llamas - () - (Aardman Animations) - Peanuts - () - (Normaal animation/Peanuts Worldwide/Iconix Brand Group) - SOS Fada Manu - () - (Gloob/Boutique Filmes) - Larva in New York - () - (TUBA n)                                                     | - Hey Duggee - () (Studio AKA) - Molang - () - (Millimages/Teidees Audiovisuals/Canal Plus) - O Show da Luna! - () (TV Pinguim/Discovery Networks) - Super Wings - () - (FunnyFlux/QianQi/EBS) |
| Kids: Série | Kids: Telefilme ou Minissérie |
| - Casper and the Christmas Angels () (NL Film & TV/Avrotros) - Presentes – Temporada II () - ([Canal Encuentro/Mulata Films) - Ready for This' () - (Blackfella Films/Werner Film/ACTF/ABC) - Hank Zipzer () - (Kindle Entertainment/DHX Media/Walker Productions/Screen Yorkshire) | - Peter & Wendy: Based on the Novel Peter Pan by J.M. Barrie - () - (Headline Pictures/Juliette Films) - Die Salzprinzessin - () - (Askania Media Film Production/ARD degeto/WDR) - Dede: Mehmet Met de Gele Laarzen - () - (Corrino Media/KRO-NCRV/Z@pp/Mediafonds) - Die Weisse Schlange - () - (ZDF/Provobis/Metafilm) |
| Kids: Programa de Entretenimento sem Roteiro | Kids: Programa Fatual |
| - Ultras Sorte Kageshow - () - (DR) - Cinemaniacs - () - (Novel Entertainment) - Look Kool - () - (Apartment 11 Productions/TVOKids) - Tem Criança na Cozinha - () - (Gloob/Samba Filmes)                                                                                           | - Horrible Histories - () - (Lion Television) - Sueños Latinoamericanos - () - (Mi Chica Producciones/Canal 13/CNTV) - Wild But True - () - (Discovery Networks/Beyond Screen Production/Screen Queensland) - Full Proof – Koepels - () - (NTR)                                                                           |
| Kids: Digital | |
| - Doodles - () - (Ludo Studio/ABC3/Screen Australia) - Face TV () - (NRK) - Malhação Sonhos () - (TV Globo) - Gaming Show Interactive – The Gaming Show () - (Secret Location/Banger Films/DHX Media)                                                                               | |